# Carl August Kronlund
Carl August Kronlund   (Skövde, 25 d'agost de 1865 - Estocolm, 15 d'agost de 1937) va ser un jugador de cúrling suec, que va competir a cavall del segle xix i del segle xx.
El 1924 va prendre part en els Jocs Olímpics de Chamonix, on guanyà la medalla de plata en la competició de cúrling. Fou el medallista, alhora que participant, més vell dels Jocs.